# Cristóbal, Spanien
Cristóbal är en kommunhuvudort i Spanien.   Den ligger i provinsen Provincia de Salamanca och regionen Kastilien och Leon, i den centrala delen av landet, 180 km väster om huvudstaden Madrid. Cristóbal ligger 872 meter över havet och antalet invånare är 210.
Terrängen runt Cristóbal är huvudsakligen kuperad, men åt nordost är den platt. Runt Cristóbal är det mycket glesbefolkat, med 7 invånare per kvadratkilometer. Närmaste större samhälle är Béjar, 14,1 km sydost om Cristóbal. 